# Cippus Abellanus
Le Cippus Abellanus est une stèle gravée d'inscriptions en langue osque, le plus important témoignage de cette langue avec la Tabula Bantina.

## Découverte
La stèle est découverte sur le site de l'antique ville d'Abella (Avella aujourd'hui) en 1745 (elle servait alors de socle de porte).

## Description
La pierre mesure 192 cm de haut sur 55 cm de large et 27 cm d'épaisseur. Les lettres gravées font 3,5cm de haut en moyenne.
La date des inscriptions est estimée à la fin du IIe siècle av. J.-C., entre -216 et -150. Ces inscriptions utilisent l'alphabet étrusque. Il s'agit d'un accord marquant les limites entre les villes d'Abella et de Nola à hauteur d'un temple dévoué à Héraclès, fixées par Q. Fabius Labienus en 183 av. J.-C. à la suite d'un litige.
Le Cippus Abellanus est aujourd'hui conservé au musée archéologique de Nola. En latin, le mot cippus (équivalent du grec stêlê) désigne le plus souvent une borne en forme de poteau sur laquelle figurent des informations relatives aux limites d'un territoire ou à son étendue (ce territoire est indiqué par les mots slaagid-slagím et a été associé récemment à un toponyme encore utilisé. Le Cippus Abellanus ne correspond que partiellement à cette description car il n'est pas de forme cylindrique ni cubique, mais plat avec deux faces gravées (comme le cippe de Pérouse).

## Texte du Cippus
maiiúí vestirikiíúí mai(eís) sta(ttieís)
prupukid sverruneí kvaístu-
reí abellanúí, íním maiiúí
lúvkiíúí mai(eís) pakalatúí
[m]edíkeí deketasiúí núvl[a]
[núí], íním lígatúís abellan[úís]
íním lígatúís núvlanúís,
pús senateís tanginúd
suveís pútúrúspíd ligat[ús]
fufans, ekss kúmbened       [am-?]
sakaraklúm herekleís [ú]p
slaagid púd íst, íním teer[úm]
púd úp eísúd sakaraklúd [íst],
púd anter teremníss eh[......]
íst, paí teremenniú mú[íníkad]
tanginúd prúftú set r[...5-6...]
amnúd, puz ídík sakar[aklúm]
íním ídík terúm múín[íkúm]
múíníkeí tereí fusíd, [íním]
eíseís sakarakleís [íním]
tere[í]s fruktatiuf múíníkú pútúrú[mpid]
[fus]íd. avt núvlan[úm es-]
[tud] herekleís fí[isnaíen dún-]
[úm p]íspíd núvlan[ús ....]
[...] íp p[...]ís [..........]
ekkum [svaí píd íússu íp]
trííbarak [avum hereset ant]
líimítú[m h]ernúm, [puf]
herekleís fíisnú mefi[ú]
íst, ehtrad feíhúss pú[s]
herekieís fiísnam amfr-
et pert víam pússtís,
paí íp íst pústin slagím,
senateís suveís tangi-
núd tríbarakavúm lí-
kítud. íním íúk tríba
rakkiuf pam núvlanús
tríbarakattuset íním
úíttiuf núvlanúm estud.
ekkum svaí píd abellanús
tríbarakattuset íúk trí
barakkiuf íním úíttiuf
abellanúm estud. avt
púst feíhúís pús fisnam am-
fret eíseí tercí nep abel-
lanús nep núvlanús pídum
tríbarakattins. avt the
savrúm púd e<í>seí tereí íst
pún patensíns máíníkad t[an]
[g]ínúd patensíns; íním píd e[íseí]
thesavreí púkkapíd ee[stit]
[a]íttíúm alttram alttr[ús]
[f]erríns. avt anter siag[ím]
[a]bellanam íním núvlanam
[s]ullad víú uruvú íst pedú(m) x[+?].
[e]ísaí víaí mefìaí tereme[n]-
[n]iú staíet.